# L'Ora
L'Ora è stato un quotidiano palermitano nato per iniziativa della famiglia Florio e attivo dal 1900 al 1992. Fin dalla sua fondazione fu di orientamento democratico-radicale, e nel dopoguerra progressista, a parte la parentesi del Ventennio, durante il quale divenne un organo della federazione fascista palermitana e negli anni '50 acquisito dal PCI. Articoli e inchieste si focalizzarono spesso sulla mafia, tanto che alcuni dei collaboratori del giornale, come Cosimo Cristina, Mauro De Mauro e Giovanni Spampinato furono assassinati da Cosa nostra.

## Storia

### Il finanziamento dei Florio e la nascita

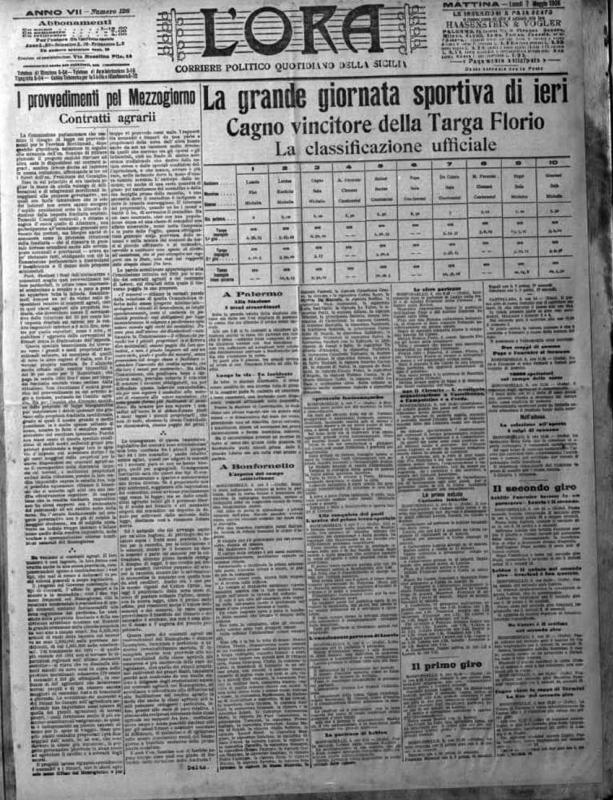
Prima pagina de L'Ora del 6 maggio 1906 con la cronaca della targa Florio.

La famiglia Florio, attiva sin dalla metà del XIX secolo nella produzione e nel commercio di vini siciliani, finanziò la pubblicazione di un giornale quotidiano con sede a Palermo al fine di disporre di un organo di informazione attraverso il quale la borghesia imprenditoriale dell'isola potesse esprimere le proprie istanze verso il governo di Roma, accusato di trascurare il meridione d'Italia, ed in contrapposizione ad altre testate di tendenza filogovernativa e più vicine all'aristocrazia terriera e conservatrice.
Il primo numero de L'Ora uscì il 22 aprile 1900, con il sottotitolo di Corriere politico quotidiano della Sicilia. Ufficialmente ne era proprietario il marchese Carlo Starrabba di Rudinì, figlio dell'ex Presidente del Consiglio Antonio Starabba, marchese di Rudinì, ma la maggior parte delle azioni della società editrice appartenevano a Ignazio Florio, finanziatore e principale promotore dell'iniziativa editoriale, che ne assunse ufficialmente la proprietà nel 1904.
A dirigere il giornale, di orientamento liberale, venne nominato Vincenzo Morello, uno dei più autorevoli giornalisti politici italiani del tempo. Prima di dirigere L'Ora, Morello aveva scritto sulla Tribuna di Roma, all'epoca il giornale più diffuso nel centro-sud. Accanto a Morello, sulle colonne de L'Ora scrissero Napoleone Colajanni, Francesco Saverio Nitti, Luigi Capuana, Antonio Borgese e Rosso di San Secondo. Morello diresse il giornale fino al febbraio del 1902, anno in cui a dirigere L'Ora fu chiamato Medardo Riccio.
Il primo evento di grande rilievo documentato dal nuovo giornale fu la manifestazione degli operai dei cantieri navali di Palermo e della Fonderia Oretea che il 1º marzo del 1901 scesero in piazza per uno sciopero generale proclamato contro l'intenzione del governo di abolire una legge del 1896 che disponeva agevolazioni per le imprese impegnate nella costruzione di navi militari. La dimostrazione venne repressa nel sangue dall'esercito, su preciso ordine di Giolitti, che accusò i Florio di aver sobillato la piazza.
Dal 1904 al 1907 il giornale venne diretto da Edoardo Scarfoglio, già fondatore e direttore del quotidiano Il Mattino di Napoli. L'Ora divenne un giornale di respiro europeo e vennero stipulati accordi per lo scambio di informazioni con altri grandi quotidiani stranieri tra cui Le Matin di Parigi, il Times di Londra ed il quotidiano statunitense New York Sun. Venne inviato un corrispondente a Tokyo ed aperti uffici di corrispondenza a Vienna e a Berlino. Sulle pagine culturali del giornale apparvero molte firme prestigiose tra cui quelle di Matilde Serao (moglie di Scarfoglio), Luigi Pirandello, Salvatore Di Giacomo e Giovanni Verga.

### DallaBelle Epoqueall'avvento del fascismo

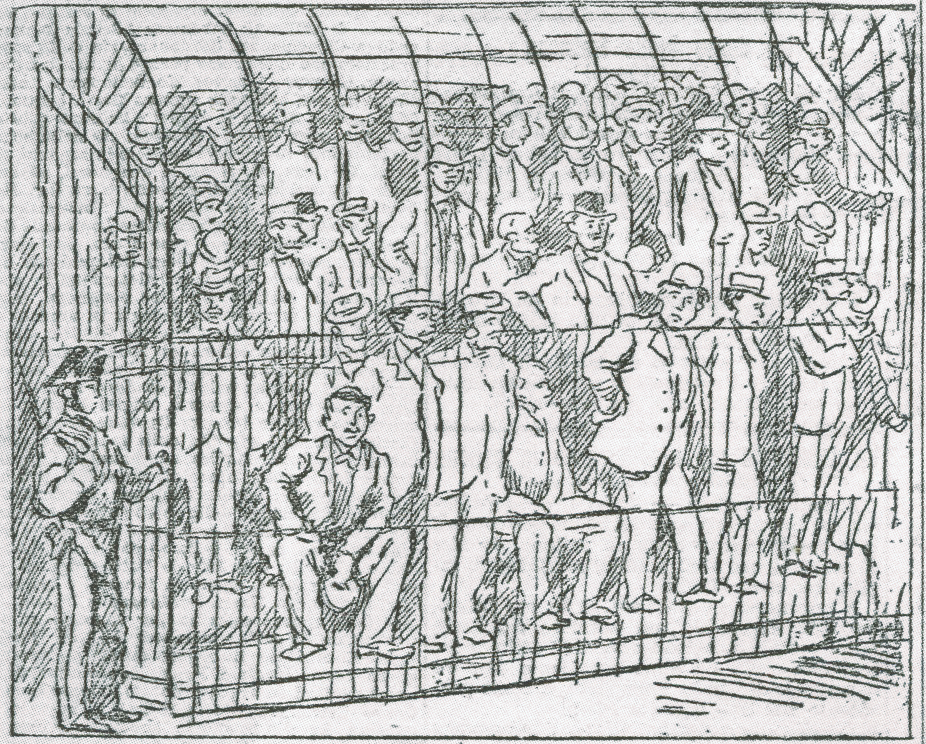
Disegno del maxi-processo a presunti mafiosi a Palermo, pubblicata su L'Ora (maggio 1901)

In quegli anni ospitò numerosi articoli del movimento futurista, tra cui quelli di Filippo Tommaso Marinetti.
Durante la guerra italo-turca che il giornale sostenne, pubblicò servizi molto dettagliati, grazie anche alla vicinanza del fronte, che vennero ampiamente ripresi da altri organi di informazione nazionali e stranieri. Inoltre pubblicò i primi servizi fotografici di guerra, uno dei primi esempi di "fotogiornalismo d'attualità" in Italia. Nonostante la popolarità del giornale, il declino della situazione economica della famiglia Florio costrinse a cedere nel 1914 la maggioranza delle quote della società editrice a Filippo Pecoraino, facoltoso imprenditore e proprietario di molini e pastifici, che già dal 1904 aveva acquisito la quota di minoranza nell'impresa dei Rudinì.
Tuttavia Pecoraino sottoscrisse un accordo con Ignazio Florio che lasciava a quest'ultimo la facoltà di nominare il direttore del giornale, di cui si avvalse per chiamare a dirigere il giornale professionisti di rango come Tullio Giordana, direttore dal 1910 al 1912, fino alla nomina di Salvatore Tessitore, in precedenza docente di diritto canonico ed ecclesiastico a Torino fino a quando i fascisti lo avevano costretto ad abbandonare il capoluogo piemontese, il quale diresse il giornale fino al 1926. Anche a Palermo la vita per lui non fu facile, dato che dopo il suo arrivo iniziarono le intimidazioni da parte delle squadracce locali. Tessitore tuttavia seppe resistere alle minacce e non esitò a pubblicare per primo, il 27 dicembre del 1924, il cosiddetto "memoriale Rossi" cioè il documento con cui l'ex capo dell'Ufficio Stampa di Mussolini accusava il Duce di essere il mandante dell'assassinio dell'On. Matteotti.
Fu questo uno degli ultimi aneliti di libertà per un giornale il cui destino, insieme a quello del resto della stampa indipendente, era ormai segnato dall'evolversi degli eventi. La promulgazione delle cosiddette "leggi fascistissime" nell'ottobre del 1926, a seguito dell'attentato a Mussolini avvenuto a Bologna, segna l'ulteriore "giro di vite" della dittatura fascista: vennero sciolti i partiti politici e chiusi d'autorità tutti i giornali e le pubblicazioni non in linea con il regime. Anche L'Ora venne chiuso il 31 ottobre, insieme al Il Mondo di Roma, anch'esso finanziato da Pecoraino. Inoltre l'intero patrimonio della famiglia Pecoraino venne messo sotto sequestro. Riprenderà le pubblicazioni il 24 gennaio del 1927.

### IlQuotidiano fascista mediterraneo
Nel gennaio del 1927 le autorità concessero al giornale di riprendere le pubblicazioni con il sottotitolo di Quotidiano fascista del Mediterraneo, avendo per direttore Nicola Pascazio, segretario dei giornalisti di Sicilia, già redattore dell'organo ufficiale del PNF, Il Popolo d'Italia.
Nel 1928 venne consentito a Pecoraino di rientrare in possesso dei suoi beni, incluso il giornale. Fu così nominato alla sua direzione Nino Sofia, che per lungo tempo ne era stato uno dei redattori. Sofia, insieme agli ultimi antifascisti siciliani ancora in circolazione, in un primo tempo diede un'impronta velatamente "alternativa" al giornale, ma successivamente operò la definitiva fascistizzazione del giornale. Negli anni trenta il giornale fu a fianco della politica del fascismo, anche quella coloniale. Il giornale infatti guardava alle terre della Tripolitania e della Cirenaica, dove si erano stabiliti tanti siciliani, e anche all'impresa d'Etiopia.
Difficoltà di carattere economico e la crisi post-1929, nonostante il sostegno della politica agricola ed economica del governo fascista, costrinsero l'impresa Pecoraino a cedere il giornale nel 1934 e a dichiarare fallimento nel 1936.
Le imprese del gruppo Pecoraino vennero rilevate dall'industriale Virga, ivi inclusa la proprietà del giornale, la cui gestione passò direttamente nelle mani della Federazione provinciale fascista di Palermo, che nominò direttore il segretario del GUF Vincenzo Ullo e qualche mese dopo Gaspare Squadrilli, che mantenne la direzione fino al 1939. Nel 1938 il quotidiano entrò a far parte del gruppo editoriale romano che pubblicava Il Giornale d'Italia, ma nel 1940 l'avvocato Sebastiano Lo Verde, genero di Filippo Pecoraino ed in passato amministratore dei periodici di proprietà del gruppo, riuscì a riportare la proprietà del giornale a Palermo, con direttore Bonaventura Caloro. Ma la guerra ormai incombeva e nel luglio del 1943, con lo sbarco degli americani in Sicilia e la caduta di Mussolini, L'Ora fu costretto, come tutti i quotidiani a diffusione nazionale, ad interrompere le pubblicazioni dal 27 agosto del 1943. Una parte della redazione, quella fascista, riparata a Roma, continuerà tuttavia a far uscire il quotidiano nella capitale fino al 3 giugno del 1944.

### Il dopoguerra e le lotte sociali
Già il 28 agosto del 1945 a Palermo viene costituita da Sebastiano Lo Verde la "Società Editrice l'Ora", con l'obiettivo di riportare in edicola il giornale, che riprende le pubblicazioni l'8 aprile del 1946 con la testata L'Ora del Popolo. La direzione del quotidiano viene affidata nuovamente a Nino Sofia, in segno di continuità con il passato. Il 2 ottobre del 1947 il giornalista socialista Pier Luigi Ingrassia subentra alla direzione del giornale, che manterrà fino alla sua morte, avvenuta il 31 dicembre del 1953.
Sono questi anni tumultuosi, durante i quali ha luogo il referendum istituzionale che vede il giornale palermitano schierarsi con i sostenitori della repubblica, in controtendenza con la maggioranza dell'elettorato cittadino che voterà invano per mantenere la monarchia. Seguirà la battaglia per l'autonomia regionale, e a favore del "Blocco del Popolo" che si affermerà nelle elezioni del 20 aprile del 1947 per la prima Assemblea Regionale Siciliana.
Il 1947 è anche l'anno in cui arriva al giornale la prima seria intimidazione da parte della banda di Salvatore Giuliano, con una lettera in cui si intima ai redattori di smettere di riferire "fatti da non pubblicizzare", con la minaccia in caso contrario di far loro "rimettere la pelle". La risposta arrivò pronta il giorno seguente sulle colonne del giornale, sotto forma di un editoriale con la firma di Ingrassia, nella quale tra l'altro si leggeva: «La pelle è un tessuto che ha un valore se sotto ci sono tanti organi fra i quali il cervello e il cuore e quindi un'idea e una passione. Se per paura dovessimo rinunciare all'idea, a che ci servirebbe la pelle?».

### La proprietà del PCI e le inchieste su "Cosa nostra"
Se lo spirito del giornale rimaneva indomito, i mezzi restavano tuttavia limitati. Rotative e attrezzature erano rimaste quelle di prima della guerra, e la scomparsa di Ingrassia fece venire meno l'attrattiva principale del giornale, consistente nei suoi sferzanti articoli. Francesco Crispi, nipote dello statista, continuerà a dirigere il giornale fino al 3 novembre del 1954, ed in seguito la vedova di Lo Verde cederà la proprietà del giornale alla società GATE (diretta da Amerigo Terenzi e di proprietà del Partito Comunista Italiano) che già pubblica il quotidiano romano Paese Sera, con il quale svilupperà una sinergia editoriale.
Il giornale, che aveva sin dalle origini una linea politica di sinistra non partitica, divenne così un organo di stampa fiancheggiatore della sinistra, e con questa sistemazione editoriale riprese dal 4 novembre 1954 la testata L'Ora sotto la direzione di Vittorio Nisticò, che durerà vent'anni fino al 1975. Nisticò proveniva dalla redazione di Paese Sera, e nonostante la notizia dell'acquisizione del giornale da parte del PCI dovesse rimanere, almeno per il momento, riservata a pochi funzionari, incontrò subito dei problemi come racconta lui stesso: «Già all'indomani del mio arrivo più di un dirigente locale si presentava al giornale con l'aria del padroncino di casa. [...] Non ebbi altra scelta che stabilire il divieto di cellule all'interno del giornale e, per i redattori, di assumere incarichi di pubblica militanza politica».
L'arrivo di Nisticò al timone del quotidiano palermitano e i nuovi mezzi a disposizione segnano una svolta importante nell'evoluzione del giornale, che si rinnova nella grafica e l'impaginazione, acquisendo uno stile stringato e diretto, soprattutto nelle notizie di cronaca, vedendo di conseguenza crescere la sua tiratura. L'Ora è inoltre il primo giornale italiano che osa intraprendere la pubblicazione di una serie di documentati e dettagliati articoli di inchiesta sul fenomeno mafioso in Sicilia che rompono un tabù sull'argomento: Nisticò forma un'equipe di giornalisti del calibro di Felice Chilanti, Nino Sorgi (avvocato de L'Ora che si firmava con lo pseudonimo di Castrense Dadò), Michele Pantaleone, Mario Farinella, Enzo Lucchi, Mino Bonsangue ed Enzo Perrone con il compito specifico di condurre un’indagine a puntate sul fenomeno, occupandosi tra l'altro di vicende legate all'ascesa del potere di un pericoloso delinquente dal nome di Luciano Liggio, ed ai legami sempre meno occulti tra il potere politico locale e la malavita organizzata, privandola di qualsiasi alone romantico che fino ad allora ne aveva caratterizzato la narrazione. La prima puntata dell'inchiesta, che porta l'eloquente titolo "Tutto sulla mafia", vede la luce il 15 ottobre del 1958, e prosegue con regolarità pubblicando foto e nomi di personaggi di spicco delle cosche siciliane, concludendosi due mesi dopo con un promemoria in dieci punti all'attenzione del Presidente del Consiglio dell'epoca, Amintore Fanfani, affinché venisse costituita una Commissione Parlamentare d'inchiesta sul fenomeno mafioso.
La risposta di cosa nostra all'avvio dell'inchiesta non si fa attendere: alle 4:52 del 19 ottobre 1958 la storica sede del quotidiano sita in piazzetta Francesco Napoli n. 5 venne devastata dall'esplosione di una carica di 5 chili di tritolo, che danneggia parte delle rotative. Il 20 ottobre il giornale è di nuovo in edicola con un titolo di testa a nove colonne in caratteri cubitali: "La mafia ci minaccia, l'inchiesta continua". L'attentato infatti, lungi dall'ottenere il suo obiettivo intimidatorio, aveva invece portato la coraggiosa iniziativa del giornale alla ribalta dell'opinione pubblica nazionale, e persino l'interesse della stampa estera sulle ramificazioni del fenomeno mafioso, rivelandosi per i malavitosi un clamoroso "boomerang". In seguito lo stesso Presidente della Repubblica Giuseppe Saragat dichiarerà in Parlamento: «Ci voleva l'attentato all'Ora per scoprire che in Sicilia c'è la mafia».
Il quotidiano L'Ora appoggiò anche il cambio della guardia nella Procura della Repubblica di Palermo da Palmeri a Scaglione e nel corsivo del 1962, in occasione della nomina di Pietro Scaglione come procuratore capo di Palermo, ricordò "l'elevato contributo che, in veste di accusatore il commendatore Scaglione dette alla istruzione del processo per l'assassinio di Salvatore Carnevale…. Al valoroso magistrato che assume la responsabilità di dirigere la procura della Repubblica di Palermo in un momento di innegabile difficoltà, L'Ora invia i più vivi rallegramenti e cordiali auguri di buon lavoro". 

### Il coinvolgimento nelle inchieste giudiziarie
Nel luglio del 1960 vi furono in tutta Italia manifestazioni di protesta contro il governo presieduto da Fernando Tambroni, e sostenuto dai voti del MSI, che furono represse con la violenza dalle forze dell'ordine. In Sicilia si contarono sei morti, di cui quattro nella sola Palermo. Il quotidiano L'Ora documentò con dovizia di particolari le violenze della polizia e dei Carabinieri contro la folla inerme dei manifestanti, fatti segno a colpi di arma da fuoco. A causa di queste cronache il giornale diventa protagonista di un clamoroso caso giudiziario: nel gennaio del 1961, per la prima volta nella storia della Repubblica, un quotidiano viene processato su iniziativa di un Procuratore della Repubblica e deve rispondere in Corte d'Assise dell'imputazione di "vilipendio del governo e delle forze di polizia".
La disavventura giudiziaria funge da stimolo per i cronisti del giornale, e accresce la simpatia dei lettori sempre più numerosi. Il giornale prosegue nell'opera di documentazione dei fatti di cronaca, degli abusi e dei misfatti della pubblica amministrazione e delle gesta sempre più efferate dei malavitosi. I casi più rilevanti della cronaca siciliana, dalla strage di Ciaculli del 1963, al terremoto del Belice del 1968, al massacro mafioso di viale Lazio del 1969, trovano ampio risalto e documentati approfondimenti sulle pagine dell'Ora, che nel 1972 apre una seconda redazione a Catania. La rinomanza del giornale non è solo dovuta alle inchieste sulla mafia, ma anche alle numerose collaborazioni con giornalisti, artisti e scrittori del calibro di Renato Guttuso, Leonardo Sciascia, Salvatore Quasimodo, Felice Chilanti e Giuliana Saladino.
Negli anni sessanta e settanta il giornale seppe gestire un'incessante attività critico-culturale che culminò nelle battaglie civili ingaggiate dai suoi giornalisti, nonostante le minacce e gli attentati della mafia che giunse ad assassinare tre suoi cronisti: Cosimo Cristina (ucciso il 5 maggio del 1960), Giovanni Spampinato (ucciso il 27 ottobre del 1972) e Mauro De Mauro, quest'ultimo scomparso misteriosamente mentre stava lavorando ad un'indagine sul caso Mattei.
Nel 1971, dopo l’uccisione del procuratore Pietro Scaglione, causò feroci polemiche la pubblicazione da parte del quotidiano di una vignetta del pittore Bruno Caruso intitolata "Evviva la Sicilia", che raffigurava seduti allo stesso tavolo del boss mafioso Luciano Liggio cinque noti personaggi della vita pubblica siciliana: il defunto procuratore Scaglione (riconosciuto ufficialmente dallo Stato Italiano come "vittima del dovere e della mafia"), Vito Ciancimino, Giovanni Gioia, Girolamo Bellavista e un misterioso "signor X": tutti i personaggi raffigurati, compresi i familiari di Scaglione, querelarono i giornalisti e il direttore responsabile Etrio Fidora, che furono condannati in via definitiva per diffamazione nel 1975. La sentenza definitiva ha ritenuto il disegno Evviva la Sicilia del pittore Caruso intrinsecamente e oggettivamente diffamatorio per "avere accostato" – come si legge, tra l’altro, nella motivazione della stessa - il Procuratore "Scaglione, estraneo all’ambiente della mafia ed anzi persecutore spietato di essa (v. deposizione Dalla Chiesa), e i personaggi mafiosi ritratti". In particolare, in base alla sentenza definitiva del 1975 è diffamatorio accostare l’immagine del dott. Scaglione "alle figure" di altri personaggi tra i quali Luciano Liggio, Buttafuoco, il costruttore Vassallo e l’ex sindaco Ciancimino, "nei cui confronti il defunto Procuratore [Scaglione] aveva esercitato l’azione penale per diversi delitti". Lo stesso storico direttore del quotidiano l'Ora Vittorio Nisticò nel suo lunghissimo memoriale parlò di "Rivalutazione di Scaglione" e scrisse, tra l'altro: "Anche per la sfuggente concretezza di certi addebiti, l’affaire Scaglione sembrò andare presto in dissolvenza, per quindi instradarsi sul percorso di una graduale revisione sostanzialmente favorevole. Nel 1976 sarà la stessa Antimafia a ridimensionarlo in modo abbastanza sbrigativo nella Relazione di maggioranza a chiusura della propria attività...A favore di un riesame più attento della complessa attività del Procuratore, sarà ricordato, ad esempio che Scaglione si era battuto per la legge antimafia del 1965 e per il soggiorno obbligatorio da infliggere ai mafiosi anche in mancanza di diffida, una misura di cui a farne le spese sarebbero stati mafiosi del calibro di Liggio...".
Nel 1973 il quotidiano finì nella bufera chiamata "Scandalo Isab" per aver ricevuto una quota di tangenti dal petroliere Garrone, per tacere sulle irregolarità in atto per la costruzione della Raffineria Isab.

### Il declino e la fine
Verso la metà degli anni settanta il diffondersi delle emittenti private e l'uscita di nuovi giornali, in Sicilia ed altrove nel Meridione, cominciò ad erodere il seguito del quotidiano palermitano, che era rimasto un giornale del pomeriggio.
Nel 1978 il PCI decise un cambio di strategia per trasformare L'Ora in un quotidiano del mattino, ma le spese che ciò comportò si rivelarono eccessive e nel 1979 il partito decise la chiusura del giornale. Il giornale tuttavia "si rifiutò di morire": una cooperativa di giornalisti ed amministratori ottenne l'uso della testata e degli immobili in comodato gratuito, un altro gruppo di giornalisti, anch'essi costituitisi in cooperativa, ottenne la gestione degli impianti alle stesse condizioni. Vittorio Nisticò assunse la presidenza della cooperativa dei giornalisti, mentre la direzione del quotidiano, ora pubblicato in formato "tabloid", venne assunta dapprima da Alfonso Madeo ed in seguito da Nicola Cattedra, che la mantenne dal 1979 al 1984, cedendola in seguito a Bruno Carbone.
Alla fine degli anni ottanta la Segreteria generale del PCI decise, di concerto con le cooperative dei giornalisti, di cedere la gestione editoriale del quotidiano L'Ora alla società Nuova Editrice Meridionale, che destinò cospicui investimenti in nuove tecnologie e nella ristrutturazione della sede del quotidiano e dei servizi. Ma la nuova gestione comportò il sorgere di contrasti tra i rappresentanti della cooperativa ed i fiduciari del partito riguardo agli indirizzi editoriali, che sfociarono nella decisione di quest'ultimo di sostituire in blocco il gruppo dirigente del giornale. Fu una decisione che segnò drasticamente il destino del quotidiano. Nonostante si susseguissero alla direzione del giornale professionisti di indubbio valore, dal noto giornalista televisivo Tito Cortese a Anselmo Calaciura, per arrivare a Vincenzo Vasile, la tiratura del giornale continuò a calare inesorabilmente, passando dalle 25.000 copie fatte registrare all'inizio degli anni '70 all'esiguo numero di 2.000 copie nel 1990. Il quotidiano cessò definitivamente le pubblicazioni il 9 maggio del 1992, salutando i propri lettori con un "Arrivederci" in prima pagina.
In un'intervista al quotidiano on line L'Ora quotidiano il 16 gennaio del 2015, l'ultimo direttore Vincenzo Vasile dichiarò:: "Mi sono reso conto che eravamo gli unici a raccontare certi fatti che ancora oggi sono al centro di indagini giudiziarie. Mi riferisco alla trattativa tra pezzi dello Stato e Cosa Nostra”.

## Nuove iniziative editoriali
Nel 2000 l'archivio del quotidiano è stato acquistato dalla Regione Siciliana e dal 2007 reso disponibile al pubblico. La sede in piazzetta Francesco Napoli 5, che dopo la chiusura de L'Ora aveva ospitato prima il Corriere del Mezzogiorno e poi Oggi Sicilia, è stata venduta definitivamente nel novembre 2004.. Nel 2019, in concomitanza col centenario della nascita dello storico direttore Nisticò, il Comune di Palermo ha denominato la strada adiacente all'edificio "Via Giornale L'Ora".
Nel 2000 l'imprenditore palermitano Vinicio Boschetti tentò di far rivivere L'Ora, acquistando la testata, e il giornale tornò nelle edicole per un breve periodo come quotidiano del mattino. In questa esperienza del nuovo L'Ora si tentò una stretta collaborazione con l'area Ds. Direttore responsabile venne chiamato Antonio Cipriani, poi dimessosi dopo alcuni mesi e sostituito da Vincenzo Bonadonna. In quella nuova stagione diversi giovani giornalisti palermitani furono chiamati quali redattori: Simone Di Stefano, Alfredo Pecoraro, Antonello Ravetto Antinori, Calogero Russo, Alberto Samonà, Giovanna Vetrano e alcuni "veterani" che già avevano lavorato in passato a L'Ora, come Claudia Mirto. L'esperienza però durò meno di due anni. Quasi tutti i giornalisti finirono in causa contro la nuova proprietà e Boschetti venne in seguito arrestato per bancarotta fraudolenta.
Il 20 ottobre del 2014 uscì, ad opera di una cooperativa di giornalisti, il quotidiano on-line L'Ora Quotidiano, con Giuseppe Lo Bianco nel ruolo di direttore responsabile, sostituito poco tempo dopo da Sandra Rizza, e con Vittorio Corradino come direttore editoriale. La testata chiuse dopo pochi mesi, nel febbraio 2015. La stessa cooperativa edita anche I Quaderni de L'Ora, rivista mensile su argomenti e inchieste di cronaca giudiziaria.
Nel gennaio 2014 è stata registrata come "L'Ora", insieme al marchio, una nuova testata, con direttore responsabile Gaetano Sanzeri, giornalista pubblicista ed ex direttore amministrativo del vecchio quotidiano di piazzetta Napoli, che si prefigge l'obiettivo di riportare lo storico giornale a "voce dei siciliani". Grazie a questo progetto editoriale, il 19 febbraio 2015, L'Ora tornò per qualche mese in edicola come quotidiano, per poi tornare on line.

## Direttori
Cronologia dei direttori:
- Vincenzo Morello 1900 - 1902
- Medardo Riccio 1902 - 1904
- Edoardo Scarfoglio (1904 - 1907)
- Giovanni Bellezza (1907-1910)
- Tullio Giordana (1910 - 1912)
- Bonaretto Bonaretti (1912-1914)
- Raimondo Guardione, (giugno-ottobre 1914)
- Francesco Paolo Mulè, 1914 -1917
- Giovanni Ruggero Russo, 1918 - 1921
- Alberto Cianca, 1921-1921
- Salvatore Tessitore, 1922 -1926
- Salvatore Pecoraino, 1926-1926
- Nicola Pascazio (1927 - 1927)
- Nino Sofia (1927 - 1934)
- Vincenzo Ullo, 1934 - 1934
- Gaspare Squadrilli, 1935 - 1939
- Bonaventura Caloro, Secondo di Belmonte, 1940-1943
- Nino Sofia (1946 - 1947)
- Pier Luigi Ingrassia (1947 - 1953)
- Francesco Crispi (1953 - 1954)
- Vittorio Nisticò (4 novembre 1954 - 1975)
- Federico Farkas 1976
- Etrio Fidora 1976-1978
- Alfonso Madeo 1979
- Nicola Cattedra (1979 - 1984)
- Bruno Carbone (1984-1988)
- Tito Cortese (1988-1991)
- Anselmo Calaciura (1991-1992)
- Vincenzo Vasile (1992)

## Firme storiche
- Fulvio Abbate
- Letizia Battaglia
- Daniele Billitteri
- Aldo Biscardi
- Attilio Bolzoni
- Antonio Borgese
- Giuseppe Bruccoleri
- Sergio Buonadonna
- Antonio Calabrò
- Giosuè Calaciura
- Luigi Capuana
- Enrico Cardile
- Giuseppe Cerasa
- Felice Chilanti
- Michele Pantaleone
- Marcello Cimino
- Napoleone Colajanni
- Vincenzo Consolo
- Cosimo Cristina
- Gianfranco De Laurentiis
- Mauro De Mauro
- Salvatore Di Giacomo
- Fabio Di Giorgi
- Adolfo Fantaccini
- Mario Farinella
- Franco Foresta Martin
- Mario Genco
- Flora Graiff
- Lillo Gullo
- Tano Gullo
- Renato Guttuso
- Francesco La Licata
- Gianni Lo Monaco
- Filippo Tommaso Marinetti
- Franco Nicastro
- Francesco Saverio Nitti
- Camillo Pantaleone
- Michele Perriera
- Marina Pino
- Luigi Pirandello
- Salvatore Quasimodo
- Federico Caffè
- Domenico Valter Rizzo
- Gaetano Rizzuto
- Rosso di San Secondo
- Stanis Ruinas
- Giuliana Saladino
- Nicola Scafidi
- Leonardo Sciascia
- Gaetano Sconzo
- Matilde Serao
- Marcello Sorgi
- Giuseppe Sottile
- Alberto Spampinato
- Alberto Stabile
- Bianca Stancanelli
- Guido Valdini
- Giovanni Verga
- Francesco Vitale

## Cinema
Nel 2017 è stato realizzato il docufilm "La corsa de L'Ora", che illustra la vita del giornale con particolare riferimento alla direzione di Vittorio Nisticò (impersonato da Pippo Delbono) e ai giornalisti e agli intellettuali che incarnarono un ventennio di impegno e battaglie culturali come quelle contro la mafia e la cattiva politica. La pellicola, diretta da Antonio Bellia, vede la partecipazione di alcuni dei protagonisti dell'epoca: Antonio Calabrò, Michele Figurelli, Mario Genco, Francesco La Licata, Gabriello Montemagno, Franco Nicastro, Gigi Petyx, Marcello Sorgi, Vincenzo Vasile, Piero Violante e testimonianze come quella di Letizia Battaglia e della figlia di Salvo Licata, Costanza.

## Televisione
- L'Ora, storia di un giornale antimafia (2014), documentario, Rai Storia.
- L'Ora - Inchiostro contro piombo (2022), serie TV, regia di Piero Messina, Ciro D'Emilio e Stefano Lorenzi.